# あなたと明日も feat. ハジ→ & 宇野実彩子 (AAA)
『あなたと明日も feat. ハジ→＆宇野実彩子（AAA）』（あなたとあしたも・フィーチャリング・ハジー・アンド・うのみさこ・トリプル・エー ） は、2015年10月21日に発行されたSPICY CHOCOLATEの5枚目のデジタル配信シングルである。

## 概要
- 曲名は「あなたと明日も」、略称「あなあし」 。男性シンガーソングライター・ハジ→と、AAA (音楽グループ)の女性メンバー・宇野実彩子が客演歌手として歌う男女デュエット「恋愛、結婚、そして新しい家族」および最高に幸せを描いた愛のうた。ディスクジャケットとミュージックビデオで第二子を出産予定の木下優樹菜を起用する[1][2][3][4][5]。なお、SPICY CHOCOLATE・ハジ→・宇野実彩子・木下優樹菜と共演した四人に「すぱちょこはじうのゆっきーな」という愛称を付ける。
- 10月7日前夜に、ミュージックビデオがYouTubeにて公開される[6]。14日より、レコチョクで着うた(R)と呼出音が先行配信される[6]。
- 10月7日 - 19日の毎日で 、五島夕夏がイラストを担当した歌詞リレー企画は、ユニバーサルミュージック (日本)の公式Twitterに連載される[7]。19日、イラストの歌詞ビデオがYouTubeに公開された、同時に、歌詞を歌ネットで先行公開する[8][9]。
- 配信当日に放送された『ハジ→のツイキャスだっちゃだれ→い♪♪』にDJ CONTROLERが出演する[10]。
- 同日に、結婚式場シャルマンシーナTOKYOで配信記念およびカップル限定イベントの開催企画を実施された[11]。27日のイベントにて、アプリ「カップルズ」に1000組ぐらいの応募カップルから抽選で50組100人の前で、曲の生歌を初披露する[12][13][14][15][16]。
- 配信日より、COUNT DOWN TV週間「レコチョクランキング」に初登場2位[17]・再登場6位[18][19][20]、ならびにMUSIC ON! TV週間「ダウンロードカウントダウン with iTunes 20」に初登場1位[21]・再登場5位を獲得する。
- 放送では、11月4日付「USEN HIT J-POPランキング」で週間1位および「USEN HIT J-POP／洋楽ランキング」で週間3位を獲得する[22][23]。同時に、USENに参考させるレコチョク特集「街でよく聴く最新ヒット曲」で3位を獲得する[24]。
- 11月6日・9日、ミュージックビデオがテレビ神奈川の音楽番組『音楽缶』に放送される[25]。
- 小野晴香[26]・榊原徹士[27]、など有名人がお気に入り作品。

## 音楽性・エピソード

### SPICY CHOCOLATE
- KATSUYUKI a.k.a. DJ CONTROLERは、2014年北海道のイベントに共演した際に、ハジ→の男らし歌声と歌に対して姿勢に共感を持つ、お互いの電話番号を教え合い[1]
- 青山テルマのライブで藤本敏史・木下優樹菜夫婦と出会う際に「情熱的で愛情のある方々」という印象ですが、木下をジャケット写真に起用を想定[1]。
- AAA (音楽グループ)の日高光啓 a.k.a. SKY-HIと仕事関係にあり、だがハジ→の声に合った女性を探す傾に、同じメンバーで透き通る歌声の宇野実彩子に意向を打診する[1][28][29]。

### ハジ→
- SPICY CHOCOLATEのKATSUYUKIより直接電話連絡の際に嬉しいと仕事を快く引き受ける[1]。作詞では、木下に「寄り添った楽曲で、かつ、たくさんの人の心に、愛に、寄り添える楽曲にしよう」と為に、自ら調べる二人の恋愛エピソードが歌詞に反映させる[1]。
- 配信イベントで2番の歌詞を間違すると、謝罪し動揺する際に、共演者の宇野実彩子が観客へ「もう一回聴けるなんてラッキーですよ」と場を和まさせて、一度に再び歌う行われる[30]。

### 宇野実彩子
- AAAのメンバーとしてデビュー10周年を迎えて、今後に個人の歌手としても活動を企画しており、SPICY CHOCOLATEからハジ→との客演歌手の提案を受ける[1]。
- レコーディングについて「背伸びしすぎず、ありのままの幸せを表現した曲になりました」と述べる[1]。ただし、人見知りでAAAのレコーディングスタジオおよびスタッフとも違いますが、緊張感を久しぶりに感じる[28]。なお、ハジ→から優しく接することに「今は楽しく歌わせてもらっています」と語る[28]。

### 木下優樹菜
- 楽曲を聴いて、自分夫婦のために作れる曲かと共感を持つ、仕事を受けており、撮影中にも明らかに胎動を感じる[1]。

## 動画投稿

### ユニバーサルミュージック (日本)
- 発表！SPICY CHOCOLATE『あなたと明日も feat. ハジ→ & 宇野実彩子（AAA）』木下優樹菜 出演！！【スパイシー】[31]
- 【10/21配信】SPICY CHOCOLATE「あなたと明日も feat. ハジ→ & 宇野実彩子(AAA)」（歌詞ビデオ）[32]
- SPICY CHOCOLATE×ハジ→×宇野実彩子（AAA）スペシャル・インタビュー[スパイシー][33]
- SPICY CHOCOLATE×木下優樹菜　スペシャル・インタビュー[スパイシー][34]
- Vocal ver. MV公開!!SPICY CHOCOLATE『あなたと明日も feat. ハジ→ & 宇野実彩子（AAA）』【スパイシー】[35]
- 木下優樹菜出演!! SPICY CHOCOLATE「あなたと明日も feat. ハジ→ & 宇野実彩子（AAA）」MVメイキング映像【スパイシー 】[36]

## 配信作品

### シングル
| # | 発売日         | 表題                                                           | 備考                                             |
| - | -------------- | -------------------------------------------------------------- | ------------------------------------------------ |
| 1 | 2015年10月21日 | あなたと明日も feat. ハジ→ & 宇野実彩子 (AAA)                  | 作詞：ハジ→                                      |
| 2 | 2015年10月21日 | あなたと明日も feat. ハジ→ & 宇野実彩子 (AAA) [-Instrumental-] | 作曲：DJ CONTROLER、U.M.E.D.Y.、Wolf Junk、ハジ→ |

### 着うた(R)
| # | 発売日         | 表題                                          | 備考                                   |
| - | -------------- | --------------------------------------------- | -------------------------------------- |
| 1 | 2015年10月14日 | あなたと明日も feat. ハジ→ & 宇野実彩子 (AAA) | ハジ→ 2Aメロ ver.                      |
| 2 | 2015年10月14日 | あなたと明日も feat. ハジ→ & 宇野実彩子 (AAA) | 宇野実彩子 (AAA) 2サビ ver.            |
| 3 | 2015年10月14日 | あなたと明日も feat. ハジ→ & 宇野実彩子 (AAA) | ハジ→ & 宇野実彩子 (AAA) ブリッジ ver. |
| 4 | 2015年10月14日 | あなたと明日も feat. ハジ→ & 宇野実彩子 (AAA) | ハジ→ & 宇野実彩子 (AAA) 大サビ ver.   |

### ビデオクリップ
| # | 発売日         | 表題                                                     | 備考                             |
| - | -------------- | -------------------------------------------------------- | -------------------------------- |
| 1 | 2015年10月21日 | あなたと明日も feat. ハジ→ & 宇野実彩子 (AAA)            | ミュージックビデオ監督：佐藤亜美 |
| 2 | 2015年12月9日  | あなたと明日もfeat. ハジ→ & 宇野実彩子 (AAA)(Vocal ver.) | Vocal Version                    |

### 呼出音
| # | 発売日         | 表題                                          | 備考                        |
| - | -------------- | --------------------------------------------- | --------------------------- |
| 1 | 2015年10月14日 | あなたと明日も feat. ハジ→ & 宇野実彩子 (AAA) | 宇野実彩子 (AAA) 2サビ ver. |

### オルゴール
| # | 発売日         | 表題                                          | 備考 |
| - | -------------- | --------------------------------------------- | ---- |
| 1 | 2015年10月21日 | あなたと明日も feat. ハジ→ & 宇野実彩子 (AAA) | フル |

## 実績

### チャート
| ランキング                 | 週間                       | 月間     |          |
| オリコン                   | オリコン                   | オリコン | オリコン |
| -------------------------- | -------------------------- | -------- | -------- |
| ダウンロード               | N/A                        | 29位     |          |
| レコチョク                 |                            |          |          |
| シングル                   | 2位                        | 9位      |          |
| ジャンル別                 | N/A                        | 1位      |          |
| ビデオクリップ             | N/A                        | 11位     |          |
| 着うた®                    | N/A                        | 10位     |          |
| 呼出音                     | N/A                        | 8位      |          |
| ビルボード                 |                            |          |          |
| Japan Hot 100              | 12位                       | N/A      |          |
| その他                     |                            |          |          |
| ドワンゴジェイピーシングル | ドワンゴジェイピーシングル | 20位     |          |
| レゲエZION総合             | レゲエZION総合             | 4位      |          |